# Adrien Gabriel Gaudin de Villaine
 (mai 2013).
Si vous disposez d'ouvrages ou d'articles de référence ou si vous connaissez des sites web de qualité traitant du thème abordé ici, merci de compléter l'article en donnant les références utiles à sa vérifiabilité et en les liant à la section « Notes et références ».
Adrien Gabriel Gaudin de Villaine est un général de division français né le 14 mai 1800 au château de Vire et mort le 20 juillet 1876 à Avranches. 
Il commanda une brigade de cavalerie à Solferino (1859), où il fut cité pour avoir couvert la garde du corps de Mac-Mahon contre l’entreprise du général autrichien Edelsheim. 
Il fut élu conseiller général du canton de Mortain en 1864, mandat qu’il assurera jusqu'en 1870.
Il épousa Alexandrine Henriette Catherine von Nicolay (1814-1886), fille du baron Pavel Nicolay (fils de Ludwig Heinrich von Nicolay secrétaire particulier de l'empereur Paul Ier de Russie) et de Alexandrine de Broglie avec qui il eut deux fils:
- Auguste Camille Louis Marie Gaudin de Villaine (1851-1904), général de brigade.
- Adrien Paul Marie Sylvain Gaudin de Villaine (1852-1930), député puis sénateur de la Manche.

## Décorations
- Commandeur de la légion d'honneur